# Abraham Abrahami Burman
Abraham Abrahami Burman, född 4 juni 1696 i Offerdals socken, Jämtland, död 16 oktober 1750 i Torps socken, Medelpad, var en svensk präst och riksdagsman.

## Biografi
Abraham Abrahami Burman var son till kyrkoherden och riksdagsmannen Abraham Laurentii Burman och Elisabeth Plantin samt dotterson till Zacharias Olai Plantin. Han var också bror till Olaus Abrahami Burman och tillhörde en släktkrets som i flera generationer var kyrkoherdar i samma församling. Efter undervisning i hemmet gick han Frösö trivialskola, därefter i Härnösands gymnasium, och inskrevs 1714 vid Uppsala universitet där han 1719 disputerade för Fabian Törner med avhandlingen De venatione, heroicæ virtutis tirocinio, 
varpå han promoverades till filosofie magister. Därefter prästvigdes han i Riddarholmskyrkan för en tjänst som sin sjuklige faders pastorsadjunkt. Medan fadern ännu levde fick Burman 1732 på sockenbornas begäran löfte på att efterträda denne, blev vice prost 1734, 1737 kontraktsprost och tillträdde 1738 som kyrkoherde i Offerdal.
Burman skrev under sin studietid i Uppsala år 1715 den första kända ordlistan på jämtska.
Han var fullmäktig vid riksdagen 1742.
Burman var gift med Susanna Magdalena Wargentin och Maria Magdalena Stridsberg. Sonen Abraham Wilhelm Burman var bergmästare och far till Fale Abrahamsson Burman, och sonen Lars Burman lantmätare.